# Piotr Senko Giedygołdowicz
Piotr Senko (Sieńko) Giedygołdowicz herbu Leliwa (zm. w kwietniu 1451 roku) – członek rady hospodarskiej Wielkiego Księstwa Litewskiego w 1451 roku, kasztelan wileński w 1451 roku, namiestnik smoleński w 1450 roku, namiestnik połocki w 1444 roku, marszałek hospodarski w 1429 roku.
W 1430 roku pełnił dla Witolda ważne poselstwo do Rzymu w sprawie korony. Towarzyszył Kazimierzowi Jagiellończykowi w jego podróży do Polski na koronację w 1447 roku. W 1448 roku był posłem do Moskwy. 